# François-Étienne Kellermann
François-Étienne Kellermann, hertug af Valmy (født 7. august 1770 i Metz, død 2. juni 1835 i Paris) var en fransk ryttergeneral. Han var søn af François-Christophe Kellermann. 